# Еріх фон Розенберг-Грущинський
Еріх Адольф Отто Мартін Ойген фон Розенберг-Грущинський (нім. Erich Adolf Otto Martin Eugen von Rosenberg-Gruszczynski; 20 вересня 1881 — 15 травня 1959) — німецький офіцер-підводник, капітан-цур-зее крігсмаріне.

## Біографія
Представний знатного прусського і польського роду. 7 квітня 1900 року вступив на флот. Учасник Першої світової війни. З 25 вересня 1914 по 22 червня 1915 року — командир підводного човна SM U-30, з 4 серпня 1915 по 15 березня 1916 року — SM U-67. Всього за час бойових дій потопив 9 кораблів загальною водотоннажністю 21 699 тонн і пошкодив 1 корабель водотоннажністю 5189 тонн.
| Дат            | Назва корабля           | Тип               | Тоннаж | Вантаж                    | Загиблі | Країна             |
| -------------- | ----------------------- | ----------------- | ------ | ------------------------- | ------- | ------------------ |
| 20 лютого 1915 | Cambank                 | Торговий пароплав | 3,112  | Мідна руда і злитки       | 4       | Британська імперія |
| 20 лютого 1915 | Downshire               | Торговий пароплав | 337    | Порожні мішки для цементу | 0       | Британська імперія |
| 28 квітня 1915 | Mobile                  | Торговий пароплав | 1,905  | Вугілля                   | 0       | Британська імперія |
| 29 квітня 1915 | Cherbury                | Торговий пароплав | 3,220  | Вугілля                   | 0       | Британська імперія |
| 30 квітня 1915 | Fulgent                 | Торговий пароплав | 2,008  | Вугілля                   | 2       | Британська імперія |
| 30 квітня 1915 | Свороно                 | Торговий пароплав | 3,102  | Вугілля                   | ?       | Російська імперія  |
| 1 травня 1915  | Edale                   | Торговий пароплав | 3,110  | Пшениця і лляне насіння   | 0       | Британська імперія |
| 1 травня 1915  | Europe                  | Торговий пароплав | 1,887  | Вугілля                   | 0       | Франція            |
| 1 травня 1915  | Gulflight (пошкоджений) | Танкер            | 5,189  | Нафта                     | 3       | США                |
| 3 травня 1915  | Minterne                | Торговий пароплав | 3,018  | Вугілля                   | 2       | Британська імперія |

20 серпня 1919 року звільнений у відставку.

## Сім'я
1 квітня 1916 року одружився в Берліні з Барбарою Геленою Вандою фон Гайнецціус.

## Звання
- Морський кадет (7 квітня 1900)
- Фенріх-цур-зее (19 квітня 1901)
- Лейтенант-цур-зее (27 вересня 1903)
- Оберлейтенант-цур-зее (21 березня 1905)
- Капітан-лейтенант (22 березня 1910)
- Корветтен-капітан (28 квітня 1918)
- Капітан-цур-зее служби комплектування (1 жовтня 1937)

## Нагороди
- Орден Червоного орла 4-го класу
- Залізний хрест 2-го і 1-го класу
- Королівський орден дому Гогенцоллернів, лицарський хрест з мечами (24 листопада 1917)
- Почесний хрест ветерана війни з мечами